# شوانفلد
شوانفلد (به آلمانی: Schwanfeld) یک شهر در آلمان است که در بایرن واقع شده‌است.

## خصوصیات
شوانفلد ۱۲٫۰۰ کیلومترمربع مساحت دارد ۲۴۲ متر بالاتر از سطح دریا واقع شده‌است.

## خواهرخوانده
شهر Mühleberg خواهرخواندهٔ شوانفلد هست.